# Jaroslav Soukup (režisér)
Jaroslav Soukup (* 19. listopadu 1946 Plzeň) je český režisér, scenárista a producent. 

## Tvorba
Po absolvování režie hraného filmu na pražské FAMU působil jako asistent režie na filmu Psi a lidé (1971 – režie Evald Schorm).
Na svůj první krátkometrážní snímek (dokument – Slavná pavlač) si ovšem musel počkat až do roku 1976. Ten divákům přiblížil sběratele filmových kuriozit a vášnivého amatérského filmaře Bohumila Veselého. Ještě v témže roce vznikl i jeho hraný režijní debut – Boty plné vody (povídka – Zimní vítr). Na svůj první celovečerní film si ale musel počkat až do roku 1980, kdy byla do kin uvedena jeho Drsná Planina, příběh českých pohraničníků v letech 1946–1949, kterou se jako mladý tvůrce zařadil do řad tehdejší nastupující generace režisérů jakými byli například Jiří Svoboda, Vít Olmer a Zdeněk Troška. O rok později se do povědomí filmových kritiků dostal svým snímkem Romaneto (1980), kde vypráví příběh ze života novináře a spisovatele Jakuba Arbesa.
Jeho úspěšná kariéra režiséra a scenáristy diváckých hitů začala až filmem Vítr v kapse (1982), který se natáčel v jeho rodném městě Plzni. O rok později ještě realizoval příběh z doby bachovského absolutismu poloviny 19. století pod názvem Záchvěv strachu. Rokem 1984 ale pokračovala jeho kariéra diváckého hitmakera snímky Láska z pasáže (1984), což byl mezi mladými diváky obrovský divácký hit. Nepřetržitě se hrál v tehdejším kině Sevastopol na pražských Příkopech přes 3 měsíce.
Dalším filmem byly Pěsti ve tmě (1986) – snad jeden z jeho nejúspěšnějších filmů, kde se v titulní roli objevil tehdy málo známý herec Marek Vašut a rázem se právě díky této roli (boxer Vilda Jakub) dostal do širšího povědomí diváků. O rok později, v roce 1987, se opět vrátil do rodné Plzně, aby zde natočil komediální hudební film Discopříběh. V hlavní roli se tehdy představili Rudolf Hrušínský nejmladší a Ladislav Potměšil. Na tento film v roce 1991 pak navázal druhým dílem Discopříběh 2, který měl v kinech opět velký divácký úspěch. Byl to jeho první film, který natočil ve své produkci.
Herce Lukáše Vaculíka a Sagvana Tofiho obsadil v roce 1988 do diváckého hitu Kamarád do deště. Na komerčně úspěšný film navázal o čtyři roky později, opět ve své produkci, a to pod názvem Kamarád do deště II – Příběh z Brooklynu (1992). Menší odbočení od komerční tvorby znamenal snímek Divoká srdce (1989). Dvě povídky pod názvem Dlužný výstřel a Divoký páv se původně měly objevit v zamýšleném televizním seriálu Slavné souboje, v koprodukci s tehdejší Německou spolkovou republikou, z jehož natáčení po sametové revoluci v roce 1989 sešlo. Na plátno českých kin se dostaly jen první dvě natočené povídky začátkem roku 1990, Puškin (Dlužný výstřel) a Casanova (Divoký páv). Povídkový film prošel bez povšimnutí protože Sametová revoluce byla tehdy v plném proudu a do kin se nechodilo.
V roce 1993 natočil opět ve své produkci komediálně-hororový příběh Svatba upírů v hlavní roli s Ivetou Bartošovou a Rudolfem Hrušínským nejmladším. Na scénáři se s ním podíleli jeho dlouholetí kolegové Miroslav Vaic a Jaroslav Vokřál. Z jeho posledních úspěšných filmů můžeme tedy alespoň jmenovat tři díly crazy komedií – Byl jednou jeden polda, Byl jednou jeden polda II - Major Maisner opět zasahuje! a Byl jednou jeden polda III – Major Maisner a tančící drak. Jaroslav Soukup je u nás prvním režisérem, který své filmy také produkoval, ve své produkci natočil 7 celovečerních filmů.
Jaroslav Soukup vymyslel seriál Policie Modrava, který také režíroval. V roce 2011 uvedla TV Nova s velkým diváckým ohlasem pilotní díl (Za lepších okolností) natočený v roce 2008.
Po pětileté přestávce, kdy televize zastavila výrobu seriálu z finančních důvodů, se v roce 2013 opět rozjela výroba seriálu. V tomto roce natočil 8 nových dílů a v roce 2014 dalších 7 dílů. Seriál se vysílal na TV Nova na jaře 2015 a měl obrovský divácký úspěch. Každý díl sledovalo v průměru 2,2 mil. diváků a seriál se tak stal nejúspěšnějším TV pořadem za poslední roky.
V roce 2016 vzniklo nových 8 dílů, které se vysílaly na podzim 2017. Druhá řada seriálu se stala opět divácky nejúspěšnějším seriálem celého roku s průměrnou sledovaností 1,9 mil. diváků.
TV Nova si vyžádala dalších 8 dílů, které byly natočeny v roce 2018, ty se premiérově vysílaly na podzim 2019 opět s výraznou sledovaností blížící se k dvoumilionové hranici.
Po třech letech v roce 2021 natočil režisér Jaroslav Soukup posledních 8 dílů seriálu, které TV Nova odvysílala na podzim 2022 s průměrnou sledovaností přesahující 1,7 mil. diváků.
Tím se završil celý seriál, který má celkově 40 dílů (55').
Vedení TV Nova se snažilo autora celého projektu Jaroslava Soukupa přemluvit k natáčení dalších dílů, ale ten to odmítl, protože nechtěl, aby seriál měl sestupnou tendenci.
TV Nova natočila v roce 2022 dokument Policie Modrava Jaroslava Soukupa (50'), který přibližuje divákům zákulisí natáčení seriálu.
Jaroslav Soukup je autorem celého projektu a na scénářích jednotlivých dílů s ním spolupracoval Miroslav Vaic a na dvou epizodách i spisovatelka Naďa Horáková.
V roce 1999 se režisér Soukup seznámil s Emilem Kintzlem, učitelem, členem Horské služby, členem KČT a autorem publikací o Šumavě. Na knize s Emilem Kintzlem začal Soukup pracovat od roku 2004, kdy jezdil lyžovat na Zadov a vždy při zpáteční cestě se zastavil na oběd u Kintzlů v Kašperských Horách, kde mu Emil vyprávěl své učitelské zážitky. V roce 2010 se vrátil k rozepsané knize a Kintzlovy učitelské vzpomínky pod titulem Učitel na Šumavě společně dokončili. S Kintzlem Soukup spolupracoval i v dalších letech, kdy Kintzl působil jako poradce pro výběr lokalit při natáčení seriálu Policie Modrava, zde byla i postava inspirovaná osobností Emila Kintzla a nesoucího jeho jméno (hrál ji Ladislav Mrkvička).

## Režijní filmografie
- Konečná (1970) – studentský film FAMU
- Temná brána noci (1972) – studentský film FAMU
- Boty plné vody (1976) – povídka Zimní vítr
- Drsná planina (1979)
- Romaneto (1980)
- Dostih (1981)
- Vítr v kapse (1982)
- Záchvěv strachu (1983)
- Láska z pasáže (1984)
- Pěsti ve tmě (1986)
- Discopříběh (1987)
- Kamarád do deště (1988)
- Divoká srdce (1989)
- Discopříběh 2 (1991)
- Kamarád do deště II – Příběh z Brooklynu (1992)
- Svatba upírů (1993)
- Byl jednou jeden polda (1994)
- Byl jednou jeden polda II - Major Maisner opět zasahuje! (1996)
- Byl jednou jeden polda III – Major Maisner a tančící drak (1998)
- Jak ukrást Dagmaru (2001)
- Policie Modrava (2008) – pilotní díl
- Policie Modrava (2013/2014) – 15 epizod
- Policie Modrava (2016) – 8 epizod
- Policie Modrava (2018) – 8 epizod
- Policie Modrava (2022) – 8 epizod

## Dokumentární filmografie
- Opačným směrem (amatérský film, 1965) – Velká cena Stříbrné plátno na festivalu ve švýcarském Nyonu.
- Sběratel snů (studentský film, 1969)
- Jeroným (studentský film, 1970)
- Slavná pavlač (1976)
- Bijásek (1977)
- Jak se dělal „Discopříběh“ (TV film, 1987)